# برابری میان‌نسلی
برابری میان‌نسلی Intergenerational equity در زمینه‌های اقتصادی، روانی و جامعه شناختی، ایده انصاف یا عدالت بین نسل‌ها است. این مفهوم را می‌توان برای عدالت در پویایی بین کودکان، جوانان، بزرگسالان و سالمندان به کار برد. همچنین می‌توان آن را برای انصاف بین نسل‌های کنونی و نسل‌های آینده به کار برد.

بدهی ملی ایالات متحده اغلب به عنوان نمونه‌ای از نابرابری میان‌نسلی یاد می‌شود، زیرا نسل‌های آینده مسئولیت پرداخت آن را خواهند داشت. بدهی ملی ایالات متحده در چند دهه گذشته به‌طور قابل توجهی رشد کرده‌است. نسبت به کل تولید ناخالص داخلی، بار بدهی در چند سال گذشته بدتر شده‌است.

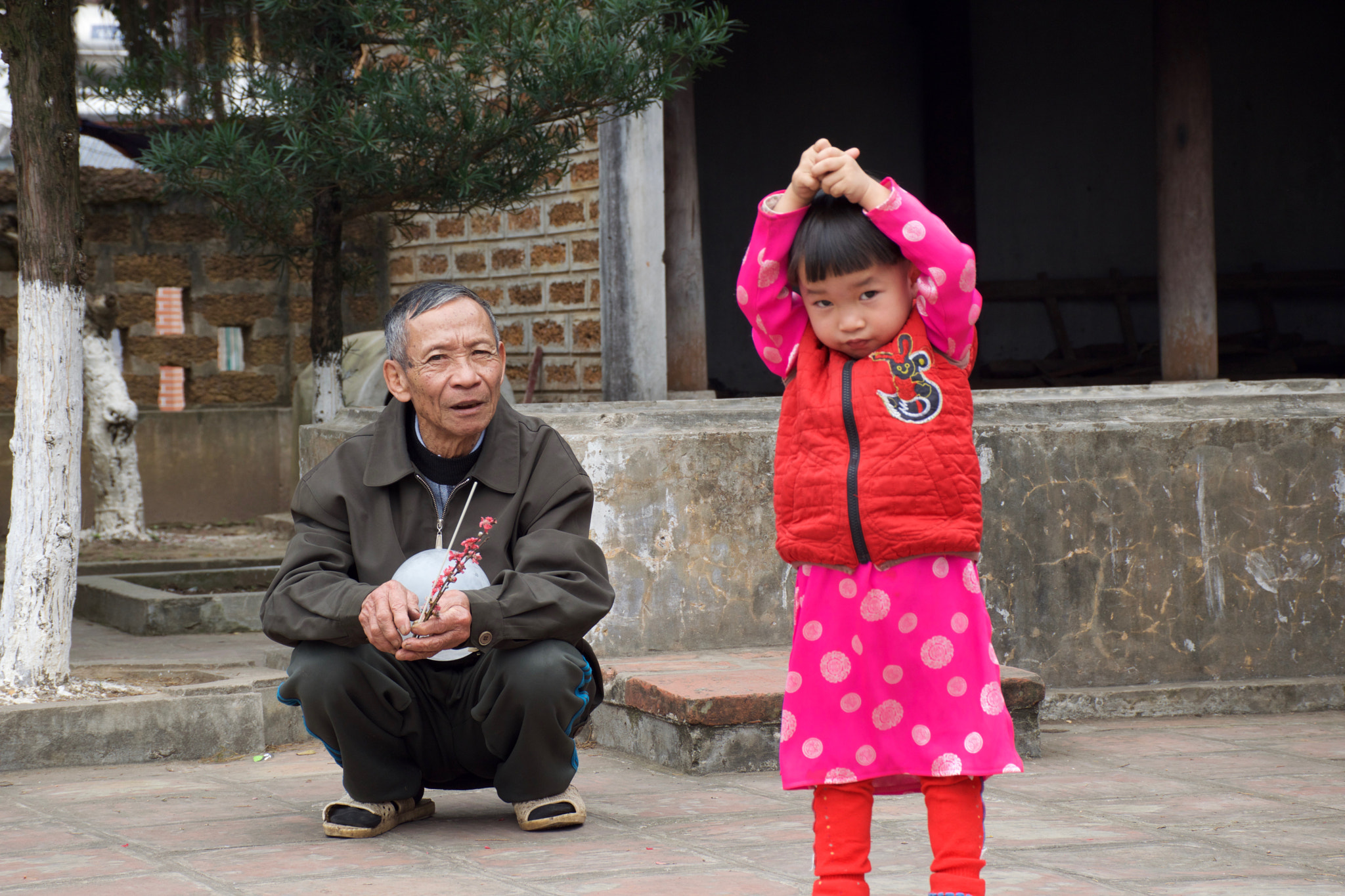
پدربزرگ و نوه